# Mauser Karabiner 98k
Il Karabiner 98 kurz (spesso abbreviato in K98k, K98 o Kar98k) è stato un fucile a otturatore girevole-scorrevole, camerato per il proiettile 7,92 × 57 mm Mauser, sviluppato e impiegato dalla Germania nazionalsocialista durante il secondo conflitto mondiale. Fu l'ultimo di una lunga serie di fucili militari prodotti dalla Mauser. Sebbene fossero disponibili fucili semiautomatici e automatici, il K98k rimase in servizio per tutta la guerra, e ancora oggi è visibile nei vari conflitti grazie alla grande quantità di residuati bellici ancora praticamente intatti.

## Storia
Il Karabiner 98k è il risultato di anni di studi, culminate con i modelli Karabiner 98b e Mauser Standardmodell, sviluppati a loro volta a partire dal Gewehr 98. Dato che il Kar98k risultava più corto del precedente Karabiner 98b (che era una carabina solo nominalmente, essendo in realtà un Gewehr 98 con organi di mira migliorati), venne denominato Karabiner 98 kurz (ovvero corto). Come il suo predecessore, l'arma si distinse subito per la grande affidabilità e precisione, con una gittata efficace che variava dai 500 m (mire metalliche) fino ai 1000 m (con ottiche 8×).

## Dettagli dell'arma

### Caratteristiche tecniche

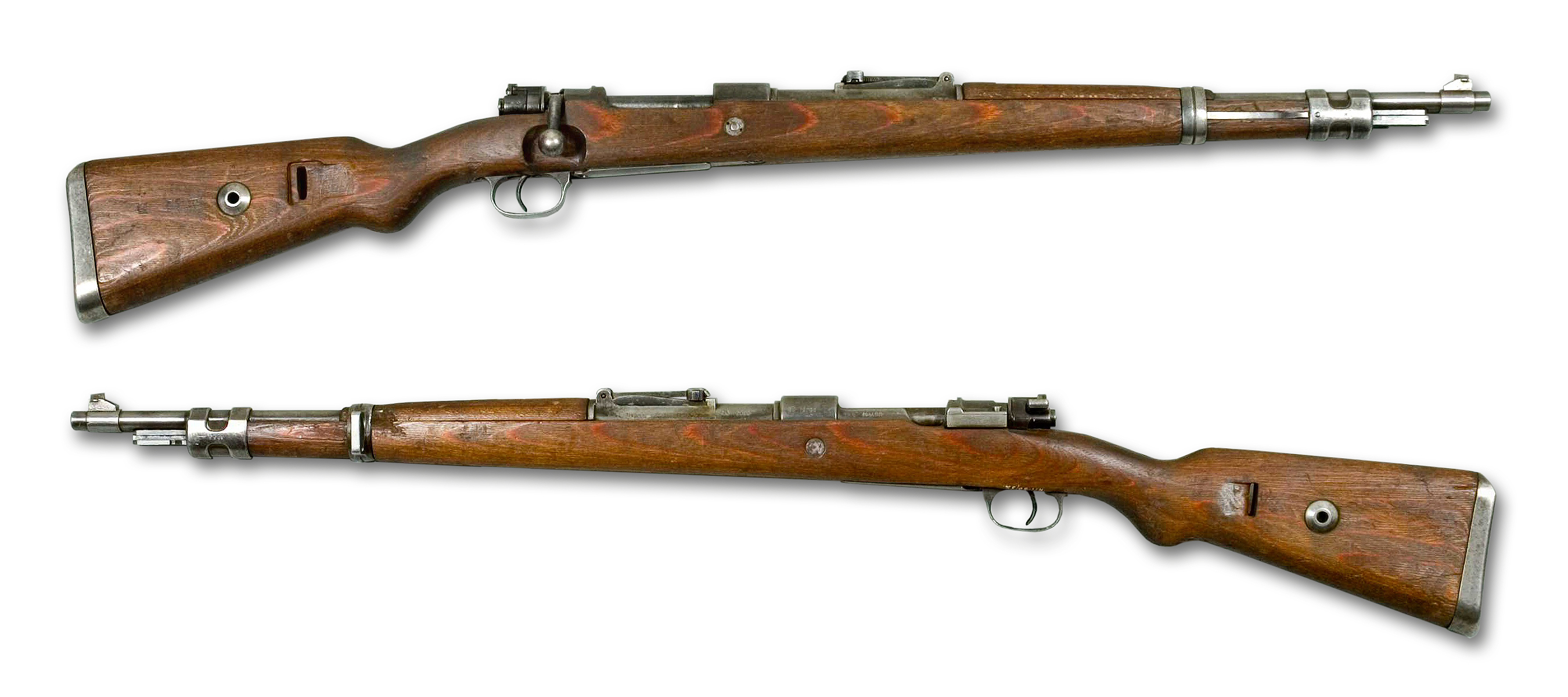
Esemplari di K98k dalla collezione del Museo dell'Esercito Svedese.

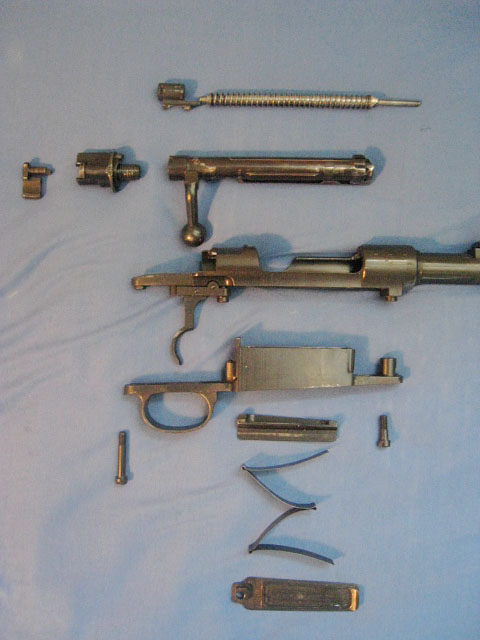
Il castello smontato di un K98k.

Il k98k era un fucile a otturatore girevole-scorrevole ad alimentazione controllata basato sul sistema Gewehr 98. Il caricatore interno poteva essere riempito tramite stripper clip da cinque colpi 7,92 × 57 mm o un colpo alla volta. La leva dell'otturatore dritta dell'M 98 fu sostituita con una curva verso il basso: tale sostituzione permetteva una più rapida operazione dell'azione e la possibilità, data la minore elevazione verticale del pezzo, di montare ottiche direttamente sopra l'arma. Tutte le armi erano dotate di una corta astina per la pulizia agganciata sotto la canna tramite l'attacco per la baionetta. Solo unendo tre astine da tre fucili era possibile ottenerne una sufficientemente lunga da pulire il fucile.
Le parti metalliche del fucile venivano bluite, un procedimento che permette di proteggere i pezzi dall'ossidazione con uno strato di magnetite (Fe3O4, in un processo definito reazione di Schikorr). La protezione era però insufficiente, e solo dal 1944 fu introdotta la fosfatazione (o, in alternativa, la parkerizzazione) per avere una protezione efficace.
- Organi di mira. Inizialmente, i Kar98k presentavano un mirino aperto e tacca di mira tangente con scanalatura a V. Dal 1939 il mirino fu coperto per evitare la riflessione speculare durante il tiro. Le mire erano volutamente semplici per favorire l'uso anche ai soldati meno esperti. La tacca di mira tangente era tarata in fabbrica (secondo le specifiche del proiettile 7,92 × 57 mm IS), con distanze da 100 ad un ottimistico 2000 metri, con scatti di 100 metri.
- Calciatura. I primi modelli di K98k erano forniti di calcio in noce (pezzo unico). Dal 1938 in poi, l'arma cominciò a presentare un calcio laminato, conseguenza della scarsità di materiali e del costo elevato del legno di noce. Il calcio in laminato risultava più resistente di quello a pezzo unico, non richiedeva stagionatura, e soprattutto era molto più economico, a costo di un maggior peso[7].
- Accessori. Il K98k era distribuito corredato di cinghia per il trasporto, coprivolata e un kit di pulizia RG34 (Reinigungsgerät 34) racchiuso in un contenitore metallico, che conteneva un oliatore e attrezzi per lo smontaggio dell'arma[8]. L'arma era progettata per essere usata in abbinamento alla baionetta S84/98 III. La lama della baionetta misurava 252 mm in lunghezza, con 285 mm di lunghezza totale[9].
- Lanciagranate. Nel 1942 venne introdotto un lanciagranate da fucile (basato su un progetto risalente alla prima guerra mondiale) chiamato Gewehrgranatengerät o Schießbecher. Questo lanciagranate da 30 mm era pensato per adattarsi a tutti i modelli di K98k e avrebbe dovuto sostituire tutti i lanciagranate allora in servizio. L'uso era possibile sia contro la fanteria che contro postazioni fortificate o carri leggeri fino a 280 m di distanza. Il funzionamento del lanciagranate si basava su una nuova munizione appositamente sviluppata per permettere il lancio della granate. La munizione sparava un proiettile in legno che colpiva il percussore della granata facendola partire. Lo Schießbecher poteva essere montato su svariate armi, tra cui ricordiamo Karabiner 98a, G98/40, StG 44 e FG 42[10].
- Silenziatore. Per il K98k venne anche sviluppato un silenziatore da montare alla volata, denominato HUB-23 (molto simile in aspetto allo Schießbecher). Con i suoi 500 g di peso e 180 mm di lunghezza, lo HUB-23 venne prodotto sulla base di un progetto presentato dalla Unteroffizier Schätzle. La gittata efficace dell'arma veniva chiaramente ridotta dall'uso del silenziatore (circa 300 m), data la necessità di impiego di munizioni subsoniche Nahpatrone (letteralmente munizione  vicina ) da 220 m/s. L'uso combinato di silenziatore e munizioni subsoniche portava ad una riduzione del rumore del 75 %[11].

## Varianti tedesche

### 98AZ
Modello sviluppato per i reparti d'artiglieria come arma di difesa in caso di contatto ravvicinato con il nemico.

### K98k "Kriegsmodell"
Verso il 1944, la produzione del K98k si spostò prevalentemente sul Kriegsmodell (ovvero modello da guerra). L'arma era semplificata, rimuovendo tutto ciò che era ritenuto inutile tra cui attacchi per la baionetta e kit di pulizia. Esistono anche varianti che presentano solo parte degli elementi del Kriegsmodell dato che molte fabbriche non passarono mai alla produzione della nuova arma.

### Variante di precisione

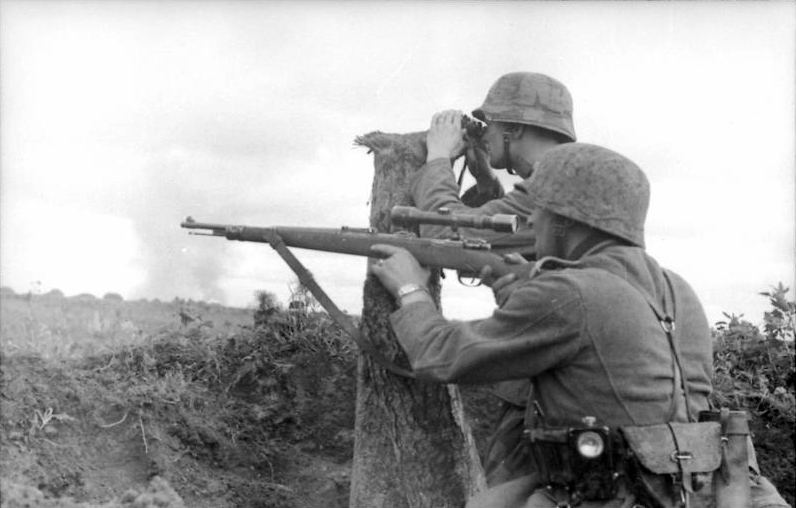
Cecchino tedesco prende la mira con un K98k equipaggiato con ottica telescopica Zeiss ZF 42 (4×).

Per i tiratori scelti venivano scelti in fabbrica esemplari particolarmente precisi, su cui veniva poi montata un'ottica. Un buon cecchino poteva colpire con un K98k un bersaglio distante fino a 1.000 m. L'ottica tedesca Zeiss Zielver 4× (ZF 39) presentava un reticolo di compensazione per la caduta dei proiettili ad intervalli di 50 m (l'ottica spaziava dai 100 agli 800 m, altre varianti fino ai 1.000 m). Per il fucile erano disponibili anche altre ottiche di ottima fattura tra cui meritano menzione le Zeiss Zielsech 6× (ZF 42), le Ajack 4× e Ajack 6×, la Hensoldt Dialytan 4x e la Kahles Heliavier 4×. Dato che il K98k di fabbrica non era progettato per il montaggio di ottiche, la lavorazione del castello per l'adattamento doveva essere eseguita da un artigiano molto preparato. Un'ottica che fosse stata montata troppo in basso sopra il castello non avrebbe permesso di operare né l'otturatore, né il meccanismo della sicura. Il problema veniva aggirato montando il mirino più in alto o, meno frequentemente, leggermente disassato verso sinistra in modo da garantire l'operabilità dell'arma. Gli esemplari di precisione prodotti sono stimati in 132.000 unità.

### K98k "Klappschaft" e "Abnehmbarer Lauf"
Varianti sperimentali del K98k furono pensate per fornire una variante accorciata dell'arma ai paracadutisti. Infatti, benché già carabina, il K98k era comunque troppo lungo per essere trasportato agevolmente dai paracadutisti. Tuttavia, le forze aviotrasportate tedesche non compirono altri aviosbarchi dopo l'attacco a Creta nel 1941, pertanto non vi sarebbe stata alcuna richiesta per il nuovo fucile. La Mauser di Obendorf ha sicuramente prodotto due varianti sperimentali, una con calcio pieghevole (denominata Klappschaft) e una con canna smontabile (denominata Abnehmbarer Lauf).

### Gewehr 40k
Il G 40k, con la sua lunghezza totale di 1000 mm, una canna da 490 mm e un peso di 3,2 kg fu una versione sperimentale per un K98k di lunghezza ancora inferiore. La tacca di mira è la stessa presente nella versione originale dell'arma. 82 esemplari vennero prodotti nel 1941 dalla Mauser di Oberndorf, ma la produzione non continuò anche per il capovolgersi delle sorti della guerra.

## Punzonatura sul castello
I castelli dei K98k erano punzonati con un codice che indicava data e luogo di produzione. I codici generalmente erano del tipo: S/(n°)K (produzione nel 1934) oppure S/(n°)G (produzione nel 1935). Per i modelli prodotti negli anni seguenti il codice si riduceva a S/n con la data interamente stampigliata sotto. I codici numerici erano:
- 27 – Erma-Werke (Erfurt)
- 42 – Mauser (Oberndorf am Neckar)
- 147 – Sauer & Sohn (Suhl)
- 237 – Berlin-Lübecker Maschinenfabrik (Lubecca)
- 243 – Mauser (Borsigwalde)
- 337 – Gustloff Werke (Weimar)
- 660 – Steyr-Daimler-Puch (Steyr)
- 945 – Waffenwerke Brünn (Brno)

Quindi, un K98k costruito dalla Mauser di Borsigwalde nel 1934 aveva stampigliato il codice S/243K, mentre uno prodotto dalla Steyr-Daimler-Puch di Steyr nel 1935 aveva S/945G.
Dal 1937 il prefisso S/ venne abbandonato e ai numeri vennero sostituite sigle alfabetiche che indicavano il luogo di produzione. Solo alcune fabbriche mantennero formati alfanumerici. I nuovi codici erano:
- ax – Erma-Werke (Erfurt)
- byf – Mauser (Oberndorf am Neckar)
- svp45 – Mauser (Oberndorf am Neckar, 1945)
- ce – Sauer & Sohn (Suhl)
- duv – Berlin-Lübecker Maschinenfabrik (Lubecca)
- ar – Mauser (Borsigwalde)
- bcd – Gustloff Werke (Weimar)
- bnz – Steyr-Daimler-Puch (Steyr)
- dot – Waffenwerke Brünn (Brno)
- svw45 – Waffenwerke Brünn (Brno, 1945)
- dou – Waffenwerke Brünn (Bystrica)
- BSW – Berlin-Sühler Waffen und Fahrzeugwerke (Berlino)

Gli esemplari con parti prodotte in fabbriche diverse sono riconoscibili per la presenza di due codici separati da una barra: ad esempio, un Mauser con parti provenienti da Steyr e Weimar avrà il punzone bnz/bcd, uno con parti provenienti da Borsigwalde e Erfurt il punzone ar/ax.

## Ladottrina delle armitedesca
Il K98k soffre dello stesso difetto che penalizzò tutti i fucili prodotti attorno al 1900, ovvero la relativa complessità e pesantezza, dovute al fatto che simili armi erano state create in un periodo in cui la strategia militare si basava su individui specializzati nel colpire con precisione i propri bersagli a distanze relativamente elevate. Il rateo di fuoco era infatti limitato dalla (generalmente) scarsa velocità di azionamento dell'otturatore. Il caricatore, inoltre, aveva una capacità nettamente inferiore a quella del coevo inglese Lee-Enfield. Durante il Secondo conflitto mondiale si cercò di porre rimedio a tale svantaggio mediante la progettazione di un particolare caricatore esterno che poteva essere agganciato all'arma eliminando lo sportellino inferiore del caricatore interno, portando così la capacità dell'arma a 20 colpi (nonostante dovesse essere comunque caricato mediante le stripper clip da 5 colpi). Mentre gli americani adottarono come standard nel 1936 il fucile semiautomatico M1 Garand, i tedeschi rimasero fedeli ai loro fucili bolt-action in virtù di quella dottrina secondo cui il potere di fuoco di una squadra dovesse risiedere nelle mitragliatrici leggere, relegando in questo modo la fanteria armata di fucile al ruolo di porta munizioni oppure al fuoco di copertura. Vi furono tentativi di introdurre fucili semiautomatici durante la guerra (esempi sono il Gewehr 41 e la sua evoluzione Gewehr 43), ma queste armi non riuscirono mai a soppiantare il K98k nel suo ruolo, come non vi riuscirono le ben più evolute armi della famiglia di fucili d'assalto StG 43. Il K98k venne quindi prodotto per tutta la guerra fino alla resa del maggio 1945.
Solo nei combattimenti ravvicinati venivano preferite le pistole mitragliatrici, soprattutto in ambienti urbani dove la portata e la potenza del proiettile giocavano ruoli marginali. Alla fine della guerra si rese evidente la necessità di un'arma che coniugasse le potenzialità dei fucili con quelle delle pistole mitragliatrici, e il nuovo fucile d'assalto StG 44 avrebbe potuto benissimo farsi strada nell'esercito tedesco, ma la sua disponibilità non fu mai tanto elevata da permettere una sostituzione totale dei K98k e degli MP 40 allora in servizio nella Wehrmacht.

## Impiego

### Esportazione nel periodo inter-bellico

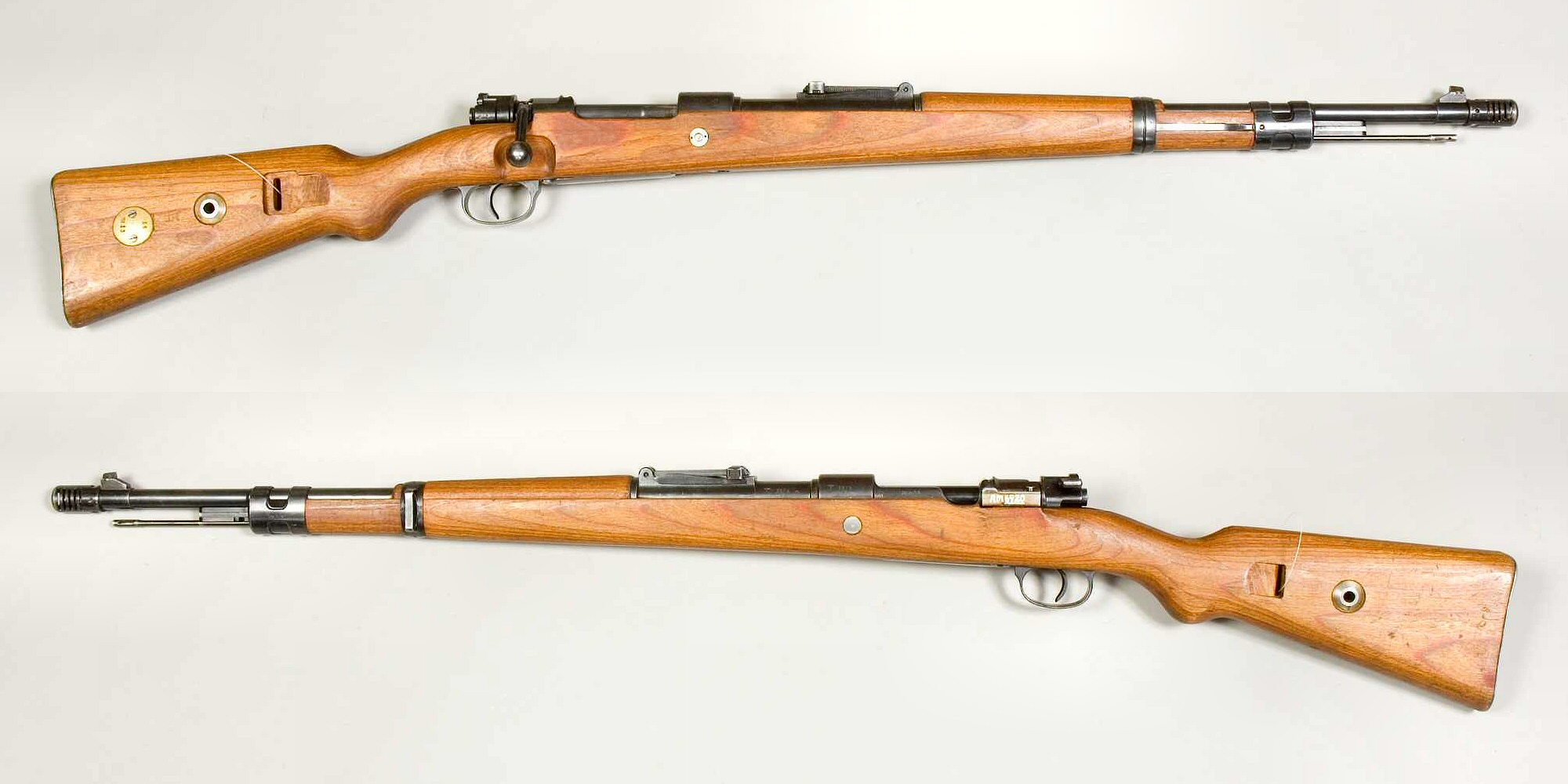
Gevär m/40 svedese camerato per la munizione 8 × 63 mm m/32 e dotato di freno di bocca. Immagine per gentile concessione del Museo dell'Esercito Svedese, Stoccolma, Svezia.

Sebbene la stragrande maggioranza dei K98k fossero destinati alle forze armate tedesche, l'arma fu venduta all'estero negli anni che precedettero la Seconda guerra mondiale. In Portogallo, dove l'arma fu accolta molto positivamente, il K98k fu adottato ufficialmente con il nome di Espingarda 7,92 mm m/937 Mauser. Altri paesi di esportazione furono la Cina (il numero di esemplari spediti tra il 1935 e il 1939 è sconosciuto) e successivamente (dopo l'occupazione del territorio cinese) l'Impero Nipponico (solo nel 1937 furono spediti oltre 20.000 esemplari). Il numero di armi esportate calò drasticamente con l'avvicinarsi della guerra, dato che l'intera produzione delle fabbriche tedesche era ora volta a rifornire la macchina bellica nazista.

### Seconda guerra mondiale

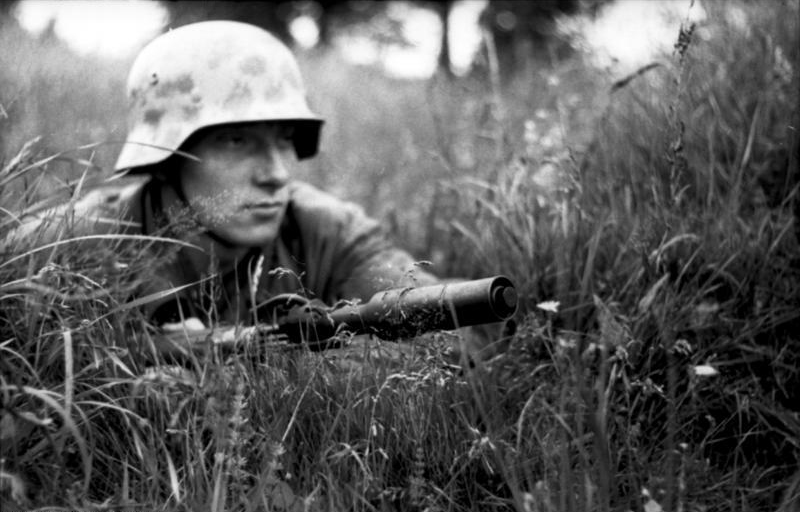
Soldato tedesco nel nord della Francia (1944). Il K98k è fornito di lanciagranate Gewehrgranatgerät.

Nella Seconda guerra mondiale praticamente tutti i reparti dell'esercito tedesco impiegarono il K98k. Il fucile ha quindi prestato servizio nella stragrande maggioranza dei teatri di guerra: Europa, Nord Africa, Unione Sovietica, Finlandia e Norvegia. Nonostante all'inizio del conflitto l'arma fosse alla pari con quelle schierate dagli avversari della Germania, le sue debolezze si fecero evidenti quando Stati Uniti e Russia scesero in campo con i loro nuovi fucili semiautomatici (Garand M1 e SVT-40). Eppure, il K98k rimase l'arma d'ordinanza della Wehrmacht per tutta la durata della guerra. Le forze della resistenza dell'Europa occupata facevano ovviamente frequente uso di K98k catturati. Persino l'Unione Sovietica, a causa di una cronica scarsità di equipaggiamento, impiegò ingenti quantitativi di K98k abbandonati dai tedeschi in ritirata. Il fucile era sovente chiamato Kars dai tedeschi.
La Svezia ordinò 5.000 fucili K98k per uso anticarro, adottati con la denominazione Gevär m/39. Tuttavia gli svedesi dovettero arrendersi all'evidenza: il potere penetrante del proiettile 7,92 mm Mauser non era sufficiente allo scopo. I fucili ordinati furono riconvertiti e ricamerati per la munizione 8 × 63 mm m/32, sviluppata appositamente per il tiro a lungo raggio con mitragliatrici leggere. Il fucile subì modifiche estese e il caricatore interno fu riadattato per ospitare il nuovo proiettile, ben più grande del 7,92 mm Mauser,  ma la capacità passò da 5 colpi a 4. La denominazione passò a pansarvärnsgevär m/40. Un soppressore di fiamma fu installato per ridurre la forza del rinculo, con conseguente designazione definitiva in Gevär m/40. L'arma si rivelò tuttavia ben al di sotto delle aspettative e non fu mai usata in combattimento, e gli esemplari furono venduti dopo la fine della guerra.

### Uso post-bellico

#### Gli esemplari catturati dai sovietici
Durante la Seconda guerra mondiale, l'Unione Sovietica si trovò a catturare milioni di fucili K98k. Si iniziò così a rimettere in funzione le armi a cavallo tra gli anni '40 e '50, mettendo da parte i fucili per un eventuale futuro conflitto con i paesi del blocco occidentale. Questi fucili, definiti dai collezionisti Mauser RC (Russian capture), sono facilmente identificabili dalla grezza stampigliatura di una X sul lato sinistro del castello, una bluitura poco curata e parti non sempre recanti la stessa matricola. In effetti, gli arsenali sovietici non si curarono di riassemblare i vari fucili con i pezzi originali e alcune parti, come le astine per la pulizia e i coprimirino, vennero fusi per ricavare metallo da lavoro.
Molti di questi fucili (assieme con svariati modelli di Mosin Nagant) furono in seguito spediti ai movimenti rivoluzionari comunisti delle nazioni dell'Europa Centrale e del Sudest Asiatico nella prima fase della Guerra Fredda. L'invio di armi provenienti da eccedenze militari era il metodo con cui Mosca poteva segretamente armare migliaia di combattenti senza però compromettere la sua posizione, e soprattutto fornendo a tali paesi armi più vecchie rispetto alle nuove dotazioni (solo più tardi si comincerà a spedire carabine SKS e fucili d'assalto AK-47). Ad esempio, durante la Guerra del Vietnam, la Russia inviò decine di stock di armi tedesche della guerra ai combattenti Vietcong e all'NVA.

#### Servizio nei paesi occupati dal Terzo Reich
Negli anni subito successivi alla Seconda guerra mondiale, diverse nazioni (da entrambe le parti della Cortina di Ferro) che erano state sotto la dominazione tedesca adottarono il K98k come arma d'ordinanza per la fanteria, anche in virtù dell'elevato numero di armi che i tedeschi si erano lasciati dietro.
Nazioni come la Francia e la Norvegia usarono il K98k e svariate altre armi tedesche nell'immediato dopoguerra. La Francia arrivò addirittura a produrre una propria variante del K98k, che fu impiegata per armare la Legione Straniera che combatteva nell'Indocina. La stessa arma venne impiegata, anche se per breve tempo, dalle guardie di confine della Germania Ovest.Nella Germania Ovest i K98k vennero adottati nel 1950 anche dal Bundesgrenzschutz.
I K98k in Norvegia furono ben presto soppiantati dall'americano M1, ma rimasero i servizio alla Guardia Nazionale fino agli anni '70, e per questo ruolo vennero ricamerati per sparare il proiettile .30-06 usato dal Garand. Successivamente si decise di ricamerare nuovamente l'arma in 7,62 mm NATO ma il progetto fu interrotto dopo la conversione di un migliaio di esemplari, quando la Norvegia introdusse in servizio l'AG-3 (una variante del tedesco H&K G3) come rimpiazzo per M1 e K98k. Le azioni di svariati K98k vennero reimpiegate nel 1945 dalla Kongsberg Våpenfabrikk per costruire fucili di precisione ad uso sia civile e militare con le denominazioni Kongsberg Våpenfabrikk Skarpskyttergevær M59 (ovvero fucile di precisione Kongsberg M59) e Kongsberg Våpenfabrikk Skarpskyttergevær M67, armi che vennero usate dall'esercito norvegese fino agli anni duemila.

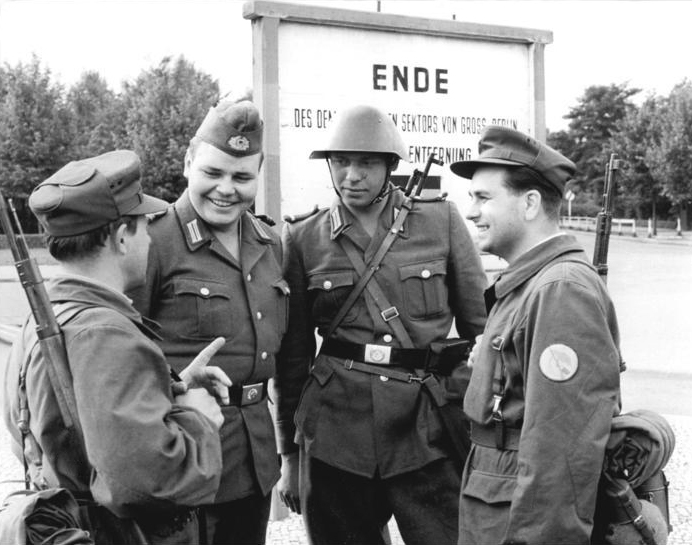
Membri del gruppo combattente della classe operaia della Germania Est al confine del settore nel 1961. I combattenti sono armati di K98k.

#### Il K98k in Jugoslavia dopo la Guerra
A causa della mancanza di armi dopo la Seconda guerra mondiale, la casa d'armi jugoslava Zastava Arms si risolse a rimettere in funzione i K98k abbandonati dai tedeschi. I modelli che hanno subito modifiche in Jugoslavia sono facilmente identificabili, in quanto è ben visibile la cancellatura dei punzoni nazisti, sostituiti invece dalle marche jugoslave e dalla scritta Preduzece 44. Inoltre, se la rimessa in funzione dell'arma è avvenuta dopo il 1950, la marcatura /48 fu aggiunta a fianco della designazione tedesca Mod. 98 presente sul castello. Le armi di questa categoria sono conosciute come Zastava M 98/48. Le armi della Zastava erano ancora usate durante le guerre balcaniche degli anni '90.

## Derivati post-bellici
Molti paesi dell'Europa continuarono la produzione di fucile basati sul K98k anche dopo la guerra. Ad esempio, la Fabrique Nationale de Herstal (FN, Belgio) e la Česká Zbrojovka (CZ, Cecoslovacchia) produssero le proprie versioni del K98k, o addirittura assemblarono K98k grazie alle parti che i tedeschi in ritirata si erano lasciati alle spalle.
Sia la FN che la CZ usarono la variante Kriegsmodell come base per le loro repliche, con l'unica differenza l'aver reinserito l'attacco per la baionetta facendo a meno dell'astina pulisci-canna. In Cecoslovacchia, l'arma divenne nota con le denominazioni equivalenti P-18 e Puška vz.98N (dove N sta per Německá, ovvero tedesco). In Romania la variante ceca divenne nota come ZB (Zbrojovka Brno) e fu adottata dalla Guardia Patriottica Romena.
Dal 1950 al 1965 la jugoslava Zastava Arms produsse una copia del K98k che divenne nota come Model 1948 e presentava come caratteristiche peculiari l'adozione del sistema ad otturatore corto tipico del fucile jugoslavo M1924 e un spessore maggiore della canna dovuto al fatto che la jugoslavia non possedeva giacimenti di cromo, e dunque non poteva produrre un acciaio resistente quanto quello prodotto dalle acciaierie Krupp.
Fino al 1957, a La Coruña, in Spagna, si è continuato a produrre una variante del K98k, denominata M43: l'arma presentava una leva dell'otturatore dritta e una sagomatura per migliorare la presa sul legno (simile a quanto visto nei Reichspostgewehr. L'arma, camerata per il proiettile 7,92 x 57 mm Mauser, rimase in servizio attivo fino alla sua sostituzione con il più recente CETME, momento in cui fu denominata FR8 e venne relegata al ruolo di arma da addestramento.

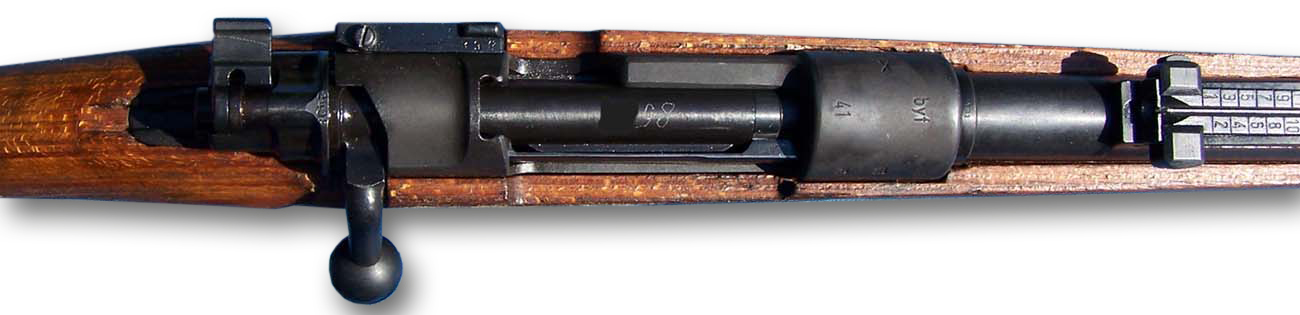
Primo piano dell'azione di un K98k.

Anche diversi stati extra-europei hanno fatto uso di K98k, tra cui diversi gruppi di guerriglia, per la creazione di nuovi stati o l'instaurazione di regimi e governi. Un esempio è Israele che ha continuato ad usare i K98k fino agli anni '70.
Proprio l'uso di K98k per la creazione (ma soprattutto l'affermazione) dello stato di Israele ha suscitato un notevole interesse nei collezionisti. Diversi gruppi ebraici in Palestina acquistarono i fucili come residuati bellici per difendere i propri insediamenti dagli attacchi arabi così come per portare avanti operazioni di guerriglia contro l'esercito inglese in Palestina.
Lo Haganah, che poi divenne il moderno IDF (Israel Defense Forces), fu il gruppo che acquistò il maggior numero di K98k e altri fucili residuati del perioso bellico (da ricordare il Lee-Enfield inglese e il Mosin sovietico). Tutte le armi tedesche subirono un processo di sostituzione della punzonatura: alle marche naziste furono sostituite quelle israeliane.
All'avvicinarsi del conflitto arabo-israeliano, le forze ebree in Palestine cercarono di procurarsi quanti più fucili possibile aggirando l'embrago imposto dalle autorità coloniali britanniche. Uno degli acquisti più massicci fu quello concluso il 14 gennaio 1948, con un passaggio di merce per un valore di 12.280.000 $. Il governo cecoslovacco vendette 4.500 fucili P-18 a Israele, assieme ad uno stock di 50.400.000 munizioni. Più tardi (dopo la fondazione di Israele nel 1948), il nuovo IDF ordinò altri K98k, stavolta prodotti dalla FN. Tali armi presentavano il marchio della FN unito a quello della IDF.
Alla fine degli anni '50, lo IDF convertì il calibro dei K98k tedeschi dall'originale 7,92 mm al più recente 7,62 mm NATO a seguito dell'adozione del nuovo FN FAL nel 1958. I fucili convertiti presentano la stampigliatura (peraltro molto grezza) 7,62 sul castello. La nuova stampigliatura permetteva di distinguere facilmente i modelli convertiti da quelli che invece furono lasciati nel loro calibro originale. Alcuni esemplari furono inoltre trasformati in configurazione da cecchino dotandoli di un'apposita calciatura con poggiaguancia rialzato, accuratizzazione dello scatto e vari tipi di sistemi ottici.
Il fucile tedesco continuò ad essere usato da diversi reparti dello IDF fino agli anni '70 e fu molto impiegato durante la Guerra dei Sei Giorni e il conflitto arabo-israeliano del 1973. Quando il fucile fu ritirato dal servizio, i fucili ancora nei depositi israeliani furono venduti come aiuti ai paesi del Terzo Mondo negli anni '80. Gli esemplari spediti nel Terzo Mondo cominciarono lentamente a spostarsi in America, ma le loro condizioni erano decisamente meno apprezzabili di quelli venduti direttamente da Israele.

## Il Kar98k oggi

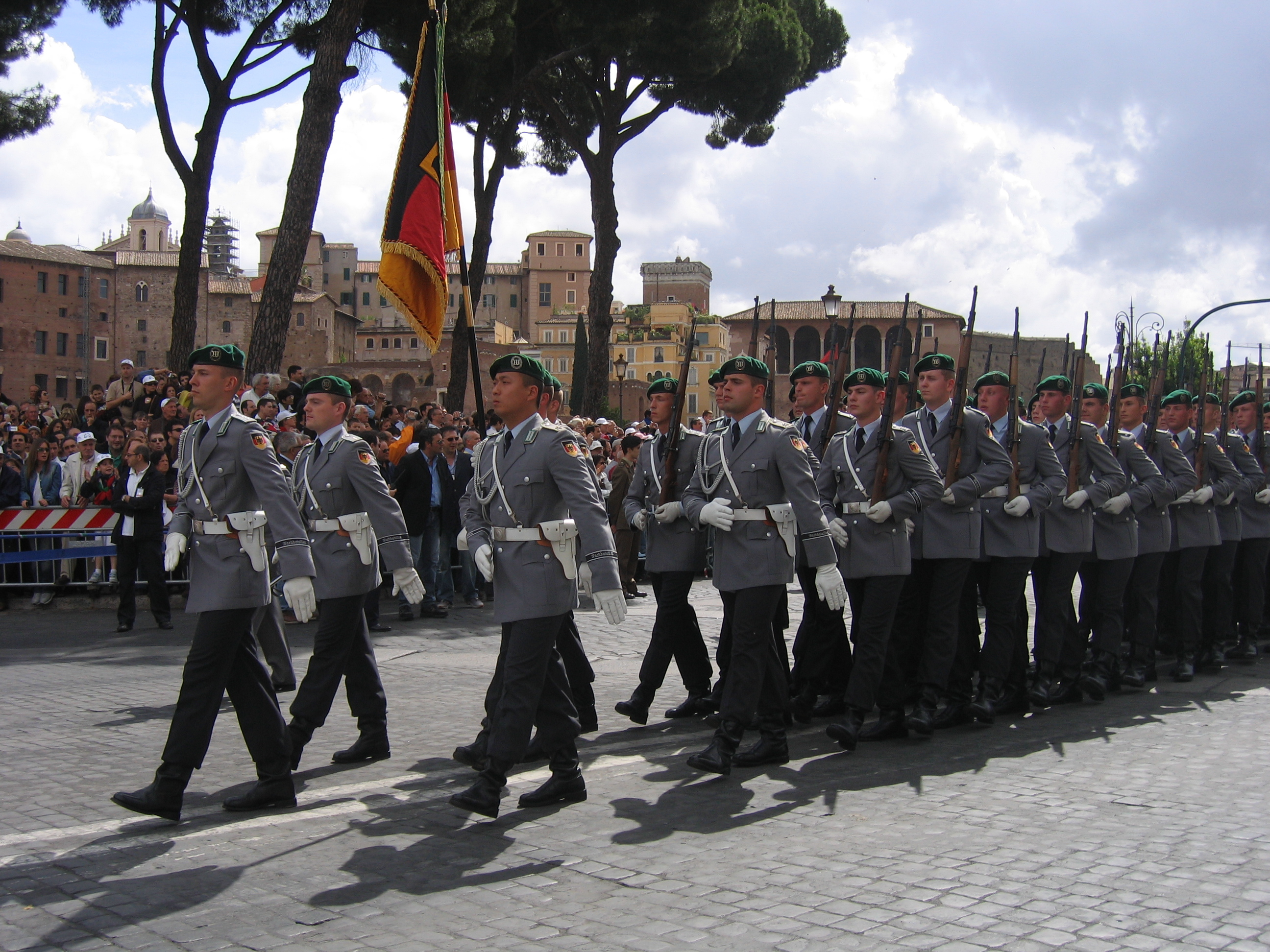
Soldato del Wachbataillon armato di K98k nel 2007.

Il Bundeswehr utilizza ancora dei K98k per parate e spettacoli che coinvolgono l'esercito. Nel 1995, le svastiche ancora presenti sulle armi furono definitivamente rimosse, anche a seguito di proteste del partito democratico tedesco per la presenza di tale stampigliatura.
Negli anni '90, le varianti jugoslave del K98k e i fucili M48 e M48A vennero usati al fianco di più moderne armi automatiche e semiautomatiche da tutte le fazioni combattenti nelle guerre di Jugoslavia. Ci sono numerose foto scattate durante la guerra in Bosnia che mostrano combattenti e cecchini armati di Mauser jugoslavi.
L'esercito norvegese usa tuttora i fucili di precisione Våpensmia NM149 e NM149-F1, basati entrambi sul sistema bolt-action tipico dei K98k. Oltre alle azioni M98, le altre parti delle armi sono prodotte da svariate fabbriche norvegesi.
Dal 2003, diversi K98k (assieme a Mosin Nagant, Lee-Enfield e M48 jugoslavi) sono stati impiegati contro le forze NATO dai ribelli iracheni assieme ad armi di concezioni più recenti quali AK-47 e SKS. La buona gittata del proiettile 7,92 × 57 mm IS rende l'arma un'ideale variante low-cost ai più moderni fucili di precisione.
Diverse nazioni del Terzo Mondo possiedono lotti di K98k nei loro arsenali e non è raro vedere alcune di queste armi in azione durante le operazioni di guerriglia attuali.

### Uso civile

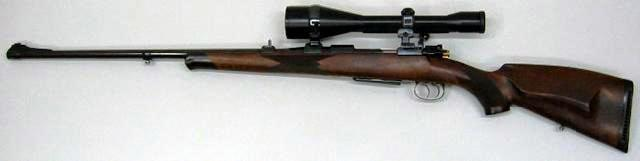
Fucile da caccia basato sul design del K98k.

I K98k usati durante la guerra sono oggi molto ambiti dai collezionisti. Il fucile rimane popolare anche in virtù del suo background storico, come anche grazie alla grande disponibilità di munizionamento (sia originale che di nuova fabbricazione). In particolare, sul mercato sono frequenti le armi catturate dai sovietici e riassemblate, e questi modelli sono molto ambiti a causa della loro storia piuttosto travagliata.
La relativa disponibilità di tale fucile e la possibilità di adattarsi a fucile da caccia ha reso il K98k un'arma molto popolare tra i tiratori civili. Quando ai cacciatori della Germania del dopoguerra fu permesso di detenere armi in piena regola, la prima fonte fu proprio il surplus bellico. Le armi civili hanno spesso subito drastiche modifiche, dall'installazione di ottiche al montaggio di calciature moderne in fibra e ergonomiche, grilletti ad alta sensibilità e modifiche del calibro.
I calibri in cui è facile trovare un K98k al momento sono 6,5 × 55 mm Swedish Mauser, 7 × 57 mm Mauser, 7 × 64 mm, .270 Winchester, .308 Winchester, .30-06 Springfield, 8 × 60 mm S, 8 × 64 mm S, 6,5 × 68 mm, 8 × 68 mm S e 9,3 × 64 mm Brenneke.

## Utilizzatori
- Repubblica Popolare Cinese[27][28]
- Croazia[1]
- Cecoslovacchia[27]
- Danimarca[27]
- Repubblica Democratica Tedesca: in uso alla Landstreitkräfte fino agli anni '60[27].
- Finlandia: circa 600 fucili (con annessi lanciagranate) furono ordinati durante la seconda guerra mondiale vista la mancanza di lanciagranate per i Mosin-Nagant[29].
- Francia[27]
- Germania[27]
- Israele[27]
- Lussemburgo[30]
- Germania nazista[31]
- Norvegia[32]
- Paesi Bassi[33]
- Portogallo[34]
- Serbia[1]
- Slovacchia[35]
- Spagna franchista: utilizzati dall’esercito nazionalista nella guerra civile e nel successivo dopoguerra.[36]
- Svezia[37]
- Turchia[33]
- Jugoslavia[27]
- Corea: usato dall'Esercito di Liberazione di Corea[27]
- Vietcong
- Insorti Etiopi: K98k vennero usati contro le truppe di occupazione italiana a partire dal 1941[38].
- Insorti indonesiani: vari K98k furono sottratti agli olandesi durante la rivoluzione indonesiana[33].